# I’m Standing on a Million Lives
I'm Standing on a Million Lives (яп. 100万の命の上に俺は立っている 100-ман но иноти но уэ ни орэ ва таттэиру) — японская манга, написанная Наоки Ямакавой и проиллюстрированная Акинари Нао, начавшая впервые выходить в журнале Bessatsu Shōnen Magazine издательства Kodansha с июня 2016 года. Главы были собраны и переизданы в виде девяти танкобонов. На её основе студией Maho Film был создан аниме-сериал, чья премьера прошла с 2 октября по 18 декабря 2020 года. Второй сезон начал трансляцию в июле 2021 года.

## Сюжет
Обычные японские школьники оказываются втянуты в странную игру: их переносит в другой мир, схожий с компьютерными играми, где они должны пройти квест, чтобы вернуться в реальность. После возвращения они получают задания и в реальности, которые должны увеличить их шансы прохождения следующего квеста в игре. С каждым этапом увеличивается число участников, так что последнее 10-е задание они должны пройти вдесятером, чтобы завершить эту игру. После каждого игрового задания участники могут задать вопрос странному гейм-мастеру с половиной головы, что они используют для выяснения, что это за игра и кто заставляет их играть.
Повествование начинается с момента, когда Юсукэ Ёцуя присоединяется к своим одноклассницам для прохождения третьего квеста в игре. Юсукэ одиночка, ненавидящий всех и всё вокруг в Токио. Оказаться героем в другом мире для него как мечта, ставшая реальностью. После прохождения третьего квеста он узнает от гейм-мастера, что вполне возможно после 10-го задания им потребуется спасти реальный многомиллионный Токио от вторжения монстров.

## Персонажи
Юсукэ Ёцуя (яп. 四谷友助 Ёцуя Ю:сукэ) — старшеклассник и одиночка, что его вполне устраивает. Он живет день за днем, пылая ненавистью к окружающему его Токио, проводя дни на уроках в школе и в компьютерных играх дома. Задания в другом мире заставляют его чувствовать себя живым. В игре ему постоянно выпадают на колесе редкие классы, такие как «фермер» или «повар».
Сэйю: Юто Уэмура
Иу Синдо (яп. 新堂衣宇 Синдо Иу)
Сэйю: Риса Кубота
Кусуэ Хакодзаки (яп. 箱崎紅末 Хакодзаки Кусуэ)
Сэйю: Адзуми Ваки
Юка Токитатэ (яп. 時舘由香 Токитатэ Юка)
Сэйю: Макото Коити
Кахабелл (яп. カハベル Кахабэру)
Сэйю: Тива Сайто

## Медиа

### Манга
Манга написана Наоки Ямакавой и проиллюстрированна Акинари Нао. Впервые начала издаваться в журнале Bessatsu Shōnen Magazine издательства Kodansha с июня 2016 года. На март 2020 года главы были собраны и переизданы в виде девяти танкобонов.
Сразу после премьеры аниме продажи манги подскочили в 11 раз.
| №  | Дата публикации  | ISBN                   |
| -- | ---------------- | ---------------------- |
| 1  | 7 октября 2016   | ISBN 978-4-06-395810-2 |
| 2  | 9 марта 2017     | ISBN 978-4-06-395878-2 |
| 3  | 17 сентября 2018 | ISBN 978-4-06-510184-1 |
| 4  | 9 января 2018    | ISBN 978-4-06-510547-4 |
| 5  | 8 июня 2018      | ISBN 978-4-06-511573-2 |
| 6  | 9 ноября 2018    | ISBN 978-4-06-513245-6 |
| 7  | 9 апреля 2019    | ISBN 978-4-06-514870-9 |
| 8  | 9 сентября 2019  | ISBN 978-4-06-516443-3 |
| 9  | 9 марта 2020     | ISBN 978-4-06-518513-1 |
| 10 | 9 сентября 2020  | ISBN 978-4-06-520592-1 |
| 11 | 9 декабря 2020   | ISBN 978-4-06-521677-4 |
| 12 | 9 июля 2021      | ISBN 978-4-06-524016-8 |

### Аниме
Аниме-адаптация манги была анонсирована 3 марта 2020 года. Она создается студией Maho Film под руководством режиссёра Кумико Хабары. Сценаристом выступает Такао Ёсиока, дизайнерами персонажей — Эри Кодзима и Тосихидэ Масудатэ, а композитором — Кэн Ито. Премьера сериала прошла 2 октября 2020 года на Tokyo MX и других каналах. Канако Такацуки исполнила начальную композицию Anti world, а Liyuu — завершающую Carpe Diem. Аниме состоит из 12 серий, производство которых было завершено уже за 3 месяца до начала трансляции.
18 декабря 2020 года было объявлено о выходе второго сезона аниме, его премьера состоялась 10 июля 2021 года. VTuber Каэдэ Хигути исполнил начальную тему Baddest, тогда как завершающую Subversive — Канако Такацуки.
Вне Азии аниме транслируется сервисом Crunchyroll. В Юго-Восточной Азии аниме лицензировано Medialink, стриминг осуществляется на его YouTube-канале Ani-One и iQIYI.

## Критика
В обзорах манги критики обращают внимание, что автор предпринимает попытки внесения нового в популярный жанр исэкай, но в итоге получается довольно бессвязная смесь, в которой отдельные элементы не работают вместе. В теории концепция произведения интересна, но вот её реализация оказывается неудачной: сюжет скачет от события к событию, а персонажи изначально выглядят крайне шаблонно. Перенос в мир командной игры уже встречался в других произведениях жанра и выполнен лучше, например, в Btoom! или Real Account. Во многом произведение напоминает Re:Zero, особенно своим главным героем и большим акцентом на психологию, чем ожидаешь, но в I’m Standing on a Million Lives это всё ни к чему не ведёт.
Схожие претензии критики выразили в превью и к аниме-адаптации: перескакивающий между сценами сюжет, типичные персонажи. Впрочем, хотя характеры персонажей соответствуют привычным для аниме архетипам, их истории более продуманы, что, к сожалению, не делает их более интересными в данном случае. Ненавидящий всех герой, героини, которые сразу же становятся бесполезными и существуют лишь чтобы показать, насколько круче в игре герой. Хотя начало сериала сложно назвать «хорошим» или многообещающим, большинство критиков сошлись, что ему можно дать шанс.